# Königstuhl (Odenwald)

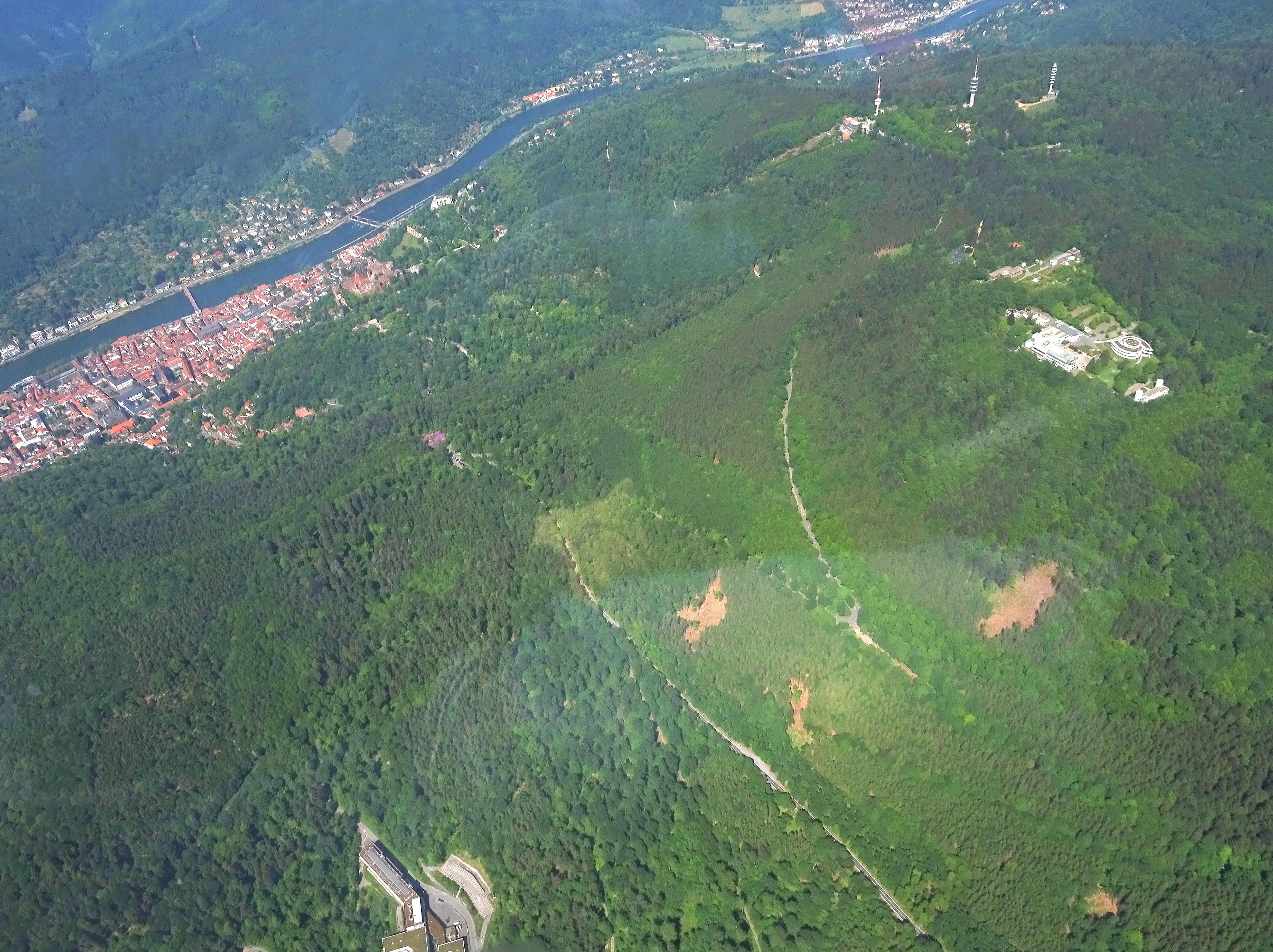
Luftaufnahme des Heidelberger Königstuhls mit Neckar, Altstadt Heidelberg und MPI für Astronomie.

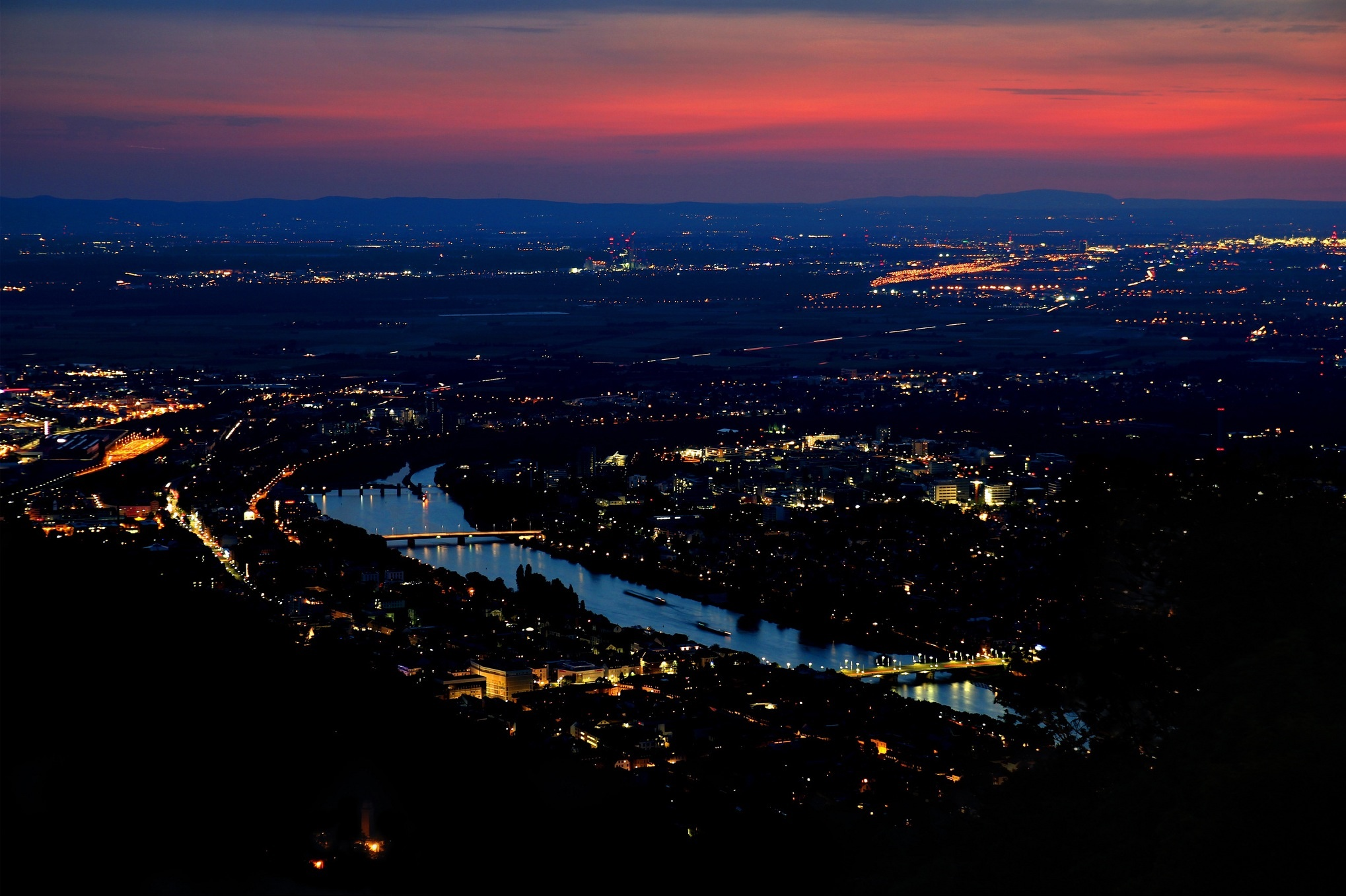
Nachtsicht vom Königstuhl nach Heidelberg mit dem Neckar

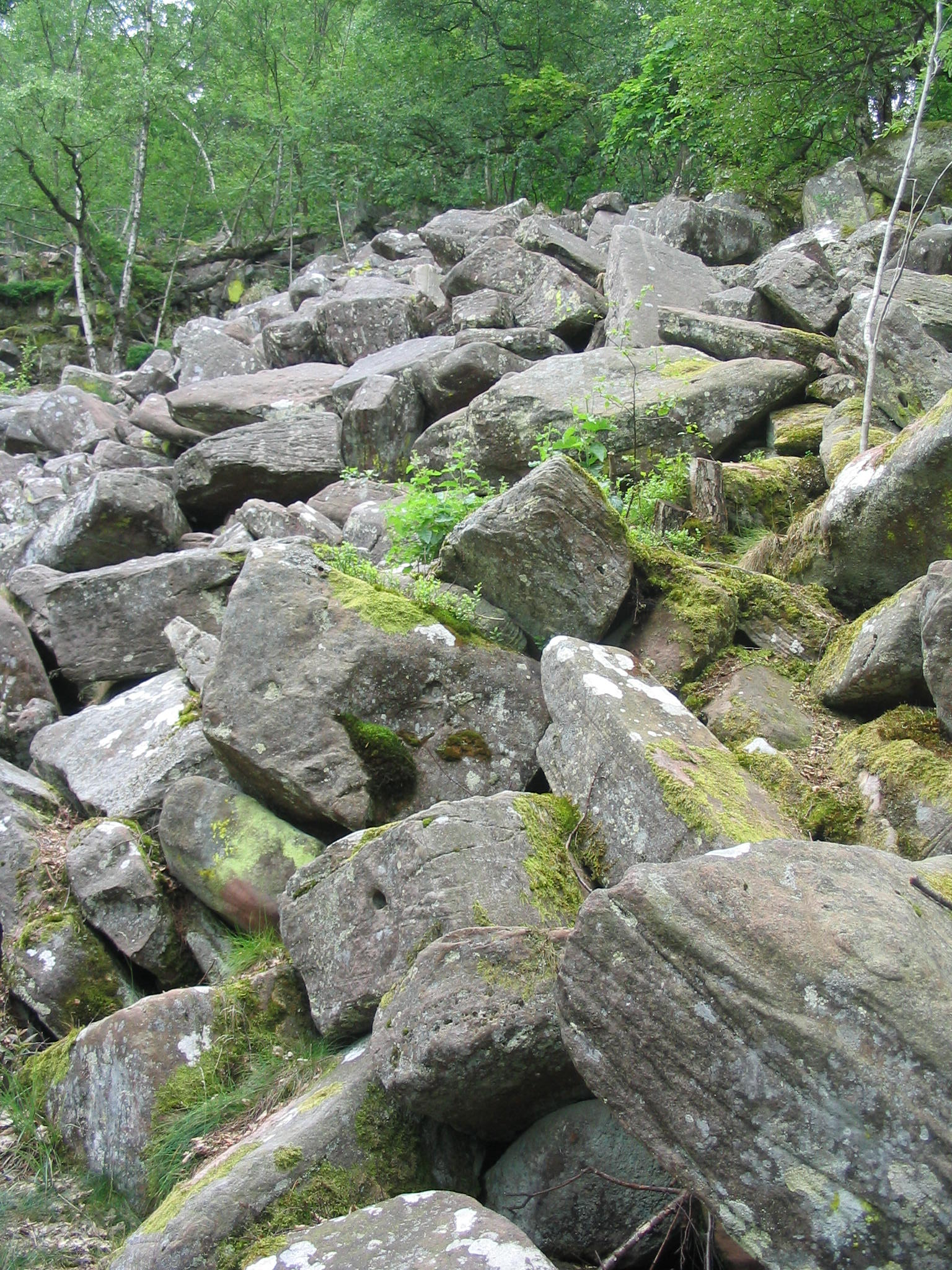
Königstuhl-Felsenmeere (Ostteil) zwischen Königstuhl und Auerhahnenkopf

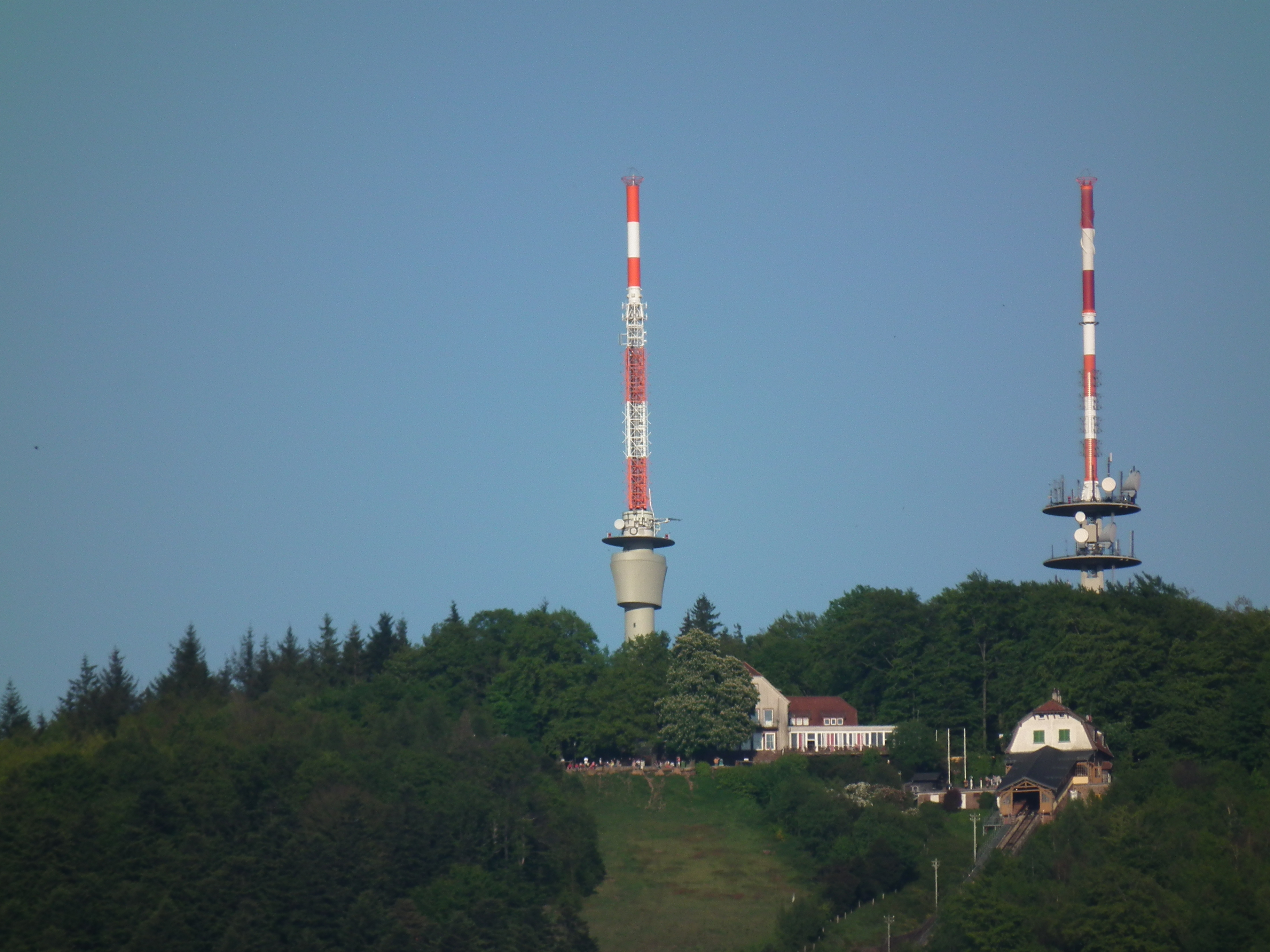
Blick vom Neckarufer bei Neuenheim zur Königstuhl-Gipfelregion:
– Fernsehturm Heidelberg (links)
– Fernmeldeturm Heidelberg (rechts)
– Bergstation der Heidelberger Bergbahn

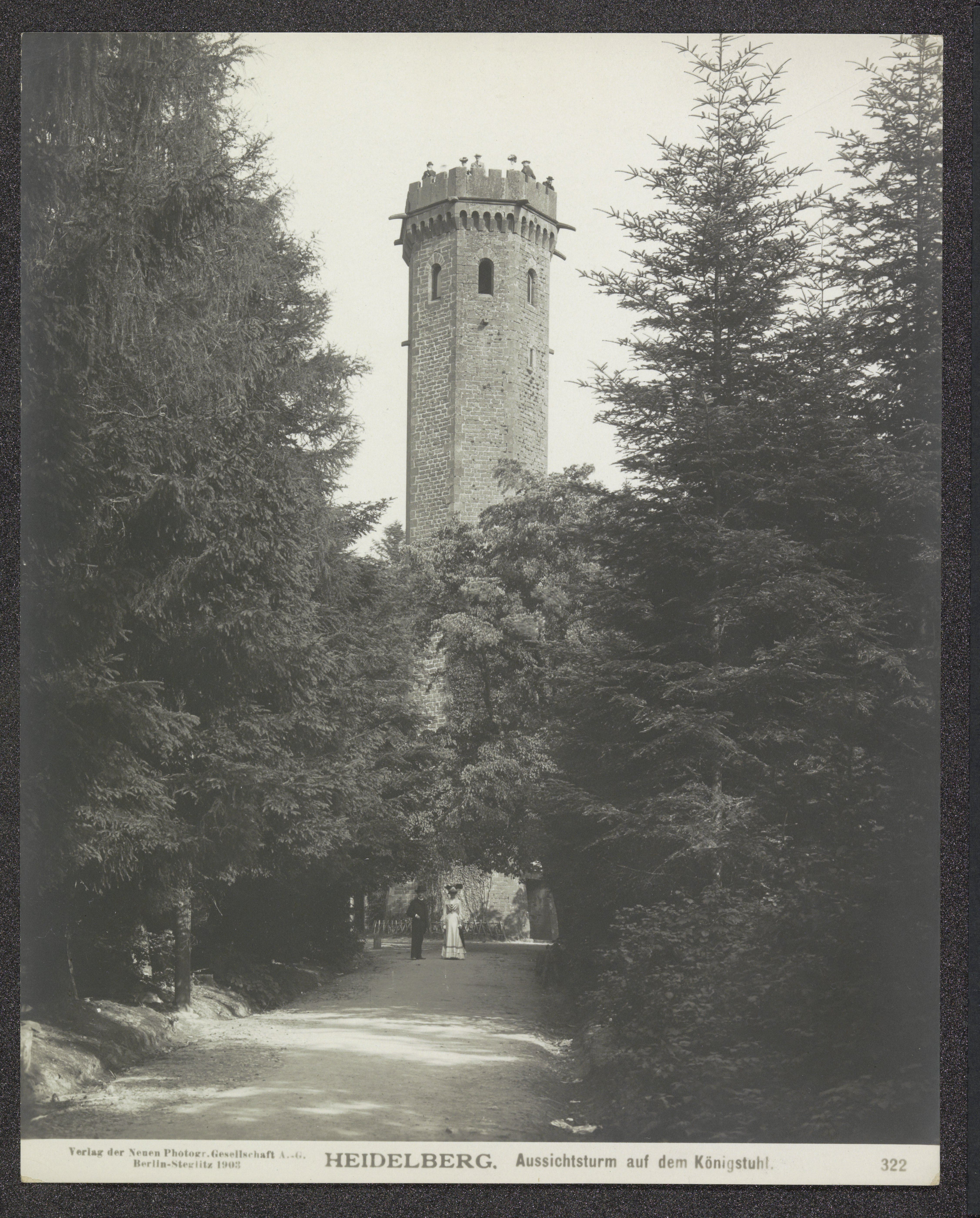
Der ehemalige achteckige Aussichtsturm, Aufnahme von 1903.

Der Königstuhl im Stadtgebiet von Heidelberg und im Rhein-Neckar-Kreis in Baden-Württemberg ist mit 570,3 m ü. NHN der höchste Berg sowohl des Kleinen Odenwaldes wie auch an der Bergstraße. Er und der Heiligenberg (439,9 m) sind die beiden Hausberge Heidelbergs; zwischen beiden fließt der Neckar aus dem Odenwald-Neckartal und zugleich aus dem Naturpark Neckartal-Odenwald in die westlich gelegene Oberrheinische Tiefebene ein. Überregional bekannt ist der Berg vor allem durch das auf einem unteren Hang stehende Heidelberger Schloss und die Heidelberger Bergbahn, die aus der Heidelberger Altstadt im Neckartal auf seine Gipfelregion führt.

## Geographie

### Lage
Der Königstuhl liegt im Westen des Naturparks Neckartal-Odenwald. Er liegt nach § 35 Baugesetzbuch im Außenbereich und gehört verwaltungstechnisch zum Gebiet des Stadtteils Heidelberger Altstadt, dessen bebauter Bereich sich am Nordwestfuß des bewaldeten Berges ausbreitet. Das großflächige, von Nord nach Süd über mehrere Kilometer langgestreckte Bergmassiv ist nach drei Seiten klar abgegrenzt, im Westen durch den Abfall zur flachen Oberrheinischen Tiefebene, im Norden und Nordosten durch den scharfen Taleinschnitt des Neckars und im Südosten durch den etwas geringeren der Elsenz; der nur leichte Abfall nach Süden macht dort den Übergang in die Hügellandschaft des Kraichgaus gleitend.
Der Königstuhl ist von den folgenden Ortschaften gesäumt, von denen viele Anteile an ihm haben (im Uhrzeigersinn; beginnend im Südwesten): der Stadt Heidelberg mit den Stadtteilen Emmertsgrund und Boxberg (Südwesten), Rohrbach (Westsüdwesten), Weststadt (Westen), Altstadt (Nordwesten) und Schlierbach (Norden bis Nordosten), der Stadt Neckargemünd (Osten) mit ihrem Ortsteil Waldhilsbach (Südosten), den Gemeinden Gaiberg und Bammental (Südsüdosten), der Leimener Ortsteil Lingental (Süden), der Kernstadt von Leimen und der Gemeinde Nußloch (Südsüdwesten). Auf dem Bergmassiv befindet sich, etwas südlich seines Gipfels, die zur Heidelberger Altstadt gehörende Siedlung Kohlhof. Im Bereich seiner Südausläufer liegen die zu Leimen zählenden Dörfer Gauangelloch und Ochsenbach sowie das zu Nußloch gehörende Maisbach.
Im Osten des Massivs entspringt der Kümmelbach, im Südosten der Hilsbach, weiter südlich der Weihwiesenbach und in seinen Südausläufern der Gauangelbach.
Etwa 3 km nordwestlich des Berggipfels erhebt sich jenseits des Neckars im dortigen Odenwald der Heiligenberg (439,9 m).

### Naturräumliche Zuordnung
Das Königstuhlmassiv gehört in der naturräumlichen Haupteinheitengruppe Odenwald, Spessart und Südrhön (Nr. 14) und in der Haupteinheit Sandstein-Odenwald (144) zur Untereinheit Westlicher Kleiner Odenwald (144.1), an die sich im Norden und Osten die Untereinheit Odenwald-Neckartal (144.3) anschließt. Südöstlich grenzt die Haupteinheitengruppe Kraichgau (12) mit den Naturräumen Schwarzbachgäu (125.17) und Angelbachgäu (125.18) an. Direkt westlich liegt die Haupteinheit Bergstraße (226) mit der Untereinheit Gaisbergfuß (226.1), die zur westlich jenseits davon gelegenen Haupteinheitengruppe Nördliches Oberrheintiefland (22) überleitet.

## Geologie und Buntsandstein als Baustoff
Im südlich des Neckars liegenden Königstuhlmassiv stehen mächtige Schichten aus Buntsandstein an. Felsen aus diesem Gesteins rutschten in Auftauphasen zum Ende des Eiszeitalters auf Permafrostböden abwärts und bildeten an den Massivnordhängen im Übergangsbereich zum Auerhahnenkopf (486,9 m) oberhalb von Schlierbach zwei größere und erhaltene Blockhalden, die Königstuhl-Felsenmeere, das östliche auf etwa 270 bis 410 m und das westliche auf rund 340 bis 480 m Höhe. Stellenweise rutschten die Felsblöcke bis in das heutige Stadtgebiet von Heidelberg.
Aus Hanglagen des Bergmassivs wurde in mehreren Steinbrüchen Sandstein gewonnen, zum Beispiel an der Molkenkur im heutigen Teufelsloch sowie am Riesenstein. Der Buntsandstein zeigt sich aber nicht nur an Steilhängen in der Landschaft, die dessen Bänke aufschließen, sondern er prägt auch die regionale Architektur. Die in umliegenden Ortschaften aus dem Neckartäler Sandstein errichteten historischen Bauten, bekanntestes ist das Heidelberger Schloss, zeigen den charakteristischen Rotton des Gesteins.

## Geschichte
Im Mittelalter war der Königstuhl wohl als Goweberg oder Govinberg bekannt.
Urkunden weisen im Jahr 1225 auf eine Höhenburg am Nordhang hin. Ab 1303 spricht man dann erstmals von zwei Burganlagen. Beide Burgen wurden nach ihrer topografischen Lage unterschieden, wobei die Burg an der heutigen Molkenkur als Obere Burg bezeichnet wurde, da sie deutlich höher lag als die Anlage des heutigen Heidelberger Schlosses auf dem Jettenbühl. Welche Anlage die ältere ist, lässt sich aber nicht genau sagen. Gefundene Gebäudefragmente im Heidelberger Schloss legen auch dort eine Datierung ins 13. Jahrhundert nahe.
Seit dem 1. Juni 1907 ist der Königstuhlgipfel von der Heidelberger Altstadt aus mit einer Standseilbahn erreichbar.

## Schutzgebiete
Etwas östlich und südöstlich vom Königstuhl liegen zwei von drei Teilen des Naturschutzgebiets Felsenmeer, Russenstein, Naturpark Michelsbrunnen (CDDA-Nr. 82209; 1956 ausgewiesen; 9 ha groß). In den Südostausläufern des Bergmassivs befinden sich Teile des Landschaftsschutzgebiets (LSG) Neckartal I, Kleiner Odenwald (CDDA-Nr. 323144; 2002; 63,25 km²) und in den Südausläufern solche des LSG Bergstraße-Süd (CDDA-Nr. 344853; 2005; 27,16 km²). Auf Großteilen des Massivs liegen Bereiche des Fauna-Flora-Habitat-Gebiets Kleiner Odenwald (FFH-Nr. 6618-341; 35,6 km²). Am Südostanhang nahe Waldhilsbach liegt noch in der Heidelberger Stadtgemarkung der 1,7 km² große Schonwald Königstuhl. Am Nordhang, oberhalb der Altstadt auf Höhe der Friedrich-Ebert-Anlage, findet sich das Naturdenkmal Riesenstein.

## Bergkuppen, Bergflanken und Einrichtungen

### Hauptkuppe
Auf der Hauptkuppe mit dem Gipfel (567,8 m) des Königstuhls befinden sich unter anderem – mit Höhe in Meter (m) über Normalhöhennull (NHN):
- Radio-, Fernseh- und Richtfunk-Sendeanlagen (unter anderem mit Baujahr/-zeitraum, Bauwerks- und Standorthöhe):
  - Fernsehturm Heidelberg des Südwestrundfunks
(1958, 82 m, etwa 561 m ü. NHN); diente bis 2002 auch als Aussichtsturm (Plattformhöhe 30 m),
  - Fernmeldeturm Heidelberg der Deutschen Telekom
(1958, 102 m, etwa 566 m ü. NHN)
  - Ehemaliger Fernmeldeturm der US Army
(Ende der 1950er Jahre, etwa 562 m ü. NHN); 2007 von der United States Army an das Land Baden-Württemberg zurückgegeben, Mikrowellenanlagen außer Betrieb, es wurde auf Glasfaser umgestellt
- Märchenparadies Königstuhl (etwa 560 bis 565 m)
- Falknerei Tinnunculus (etwa 552 m)
- Auf dem Gipfel wurde 1832 mit dem Bau eines ersten, achteckigen Aussichtsturms begonnen, der 1835 eingeweiht und an den dann 1911 außen ein Aufzug angebracht wurde.[10] Nach Fertigstellung des Fernsehturms wurde das Bauwerk abgerissen.[11][12]

### Südsüdwestkuppe
Auf der Südsüdwestkuppe des Königstuhls (564,4 m), nahe der Plättleshöhe (545,1 m), liegen:
- Max-Planck-Institut für Astronomie (MPIA) mit Haus der Astronomie (jeweils etwa 555 m)
- Landessternwarte Heidelberg-Königstuhl (etwa 560 m)
- Historische Gedenkstätte Leopoldstein von 1851

### Flanken des Bergmassivs
Auf den Massivflanken liegen unter anderem (im Gegenuhrzeigersinn):
- Königstuhl-Felsenmeere (Ostteil, etwa 270 bis 410 m; Westteil, etwa 340 bis 480 m) aus Buntsandstein-Blockhalden, auf dem Nordhang und im Übergangsbereich zum Auerhahnenkopf
- Teufelskanzel (etwa 180 m), Sandstein-Felsen im Neckartal, bei Schlierbach, Nordflanke/-fuß
- Carl Bosch Museum Heidelberg (etwa 215 m), im Neckartal, in Schlierbach, Nordflanke
- Heidelberger Schloss mit Schlossgarten Hortus Palatinus (Gartenlage: bei 196 m), Nordwestflanke
- Himmelsleiter (Treppe aus 1200 Sandstein-Stufen), Nordwestflanke, zwischen Schloss und Gipfelregion
- Heidelberger Bergbahn (113,2 bis 549,8 m), Standseilbahn, Nordwestflanke und Gipfelregion
- Molkenkur (frühere Kuranlage; einstiger Standort der Burg zu Berge; mit Bergbahn-Station Molkenkur, 289,3 m),[14] Nordwestflanke
- Arboretum I an der Sprunghöhe, Parkanlage mit ausgesuchtem Bestand verschiedenartiger Baum- und Straucharten (unter anderem mit einem Mammutbaum), Westflanke
- Kliniken Schmieder, Speyererhof (etwa 290 bis 310 m), Westflanke
- Arboretum II am Speyererhofpark, im letzten Viertel des 19. Jahrhunderts angelegte Anpflanzung exotischer Bäume (Fremdländer), Westflanke
- Max-Planck-Institut für Kernphysik (MPIK) (etwa 290 bis 320 m), Südwestflanke
- Bierhelderhof (260 m), altes Gehöft und heutige Gutsschänke, Südwestflanke
- Waldpiraten-Camp der Deutschen Kinderkrebsstiftung (etwa 270 bis 75 m), Südwestflanke
- Europäisches Laboratorium für Molekularbiologie (EMBL) (etwa 280 bis 320 m), Südwestflanke
- Kohlhof (etwa 435 bis 450 m), Siedlung mit nahem Aussichtsturm Posseltslust, Südflanke
- Rehaklinik Heidelberg-Königstuhl (etwa 450 bis 480 m), Südflanke

## Nebengipfel
1,8 Kilometer westlich des Königstuhlgipfels liegt der 375,6 m hohe Gaisberg (Geißberg) mit dem etwa 13 m hohen Aussichtsturm Gaisbergturm (etwa 360 m). Der Vorberg ist Teil einer im Zusammenhang mit dem Grabenbruch der Oberrheinische Tiefebene abgesunkenen tektonischen Scholle, die Störungslinie läuft durch den 348,4 m hohen und zum Königstuhl überleitenden Bergsattel Sprunghöhe, an dem die Schutzhütte Sprunghöhehütte steht. Am Hang des Gaisbergs liegt der stillgelegte Buntsandsteinbruch Riesenstein mit der 1850 erbauten Aussichtskanzel (etwa 225 m) und dem Naturdenkmal Riesenstein.
2,2 km östlich des Hauptgipfels liegt südlich von Heidelberg-Schlierbach der Auerhahnenkopf (486,9 m), der mit dem Königstuhlgipfel über den 442,2 m hohen Bergsattel beim Hohlen Kästenbaum verbunden und durch den oberen Taleinschnitt des Neckargemünder Kümmelbachs herausmodelliert ist.
Weitere Nebengipfel im Königstuhlmassiv sind:
- Namenlose Erhebung (473,8 m) am Vorderen Schnepfenschlag, südlich der Straßenkreuzung an der Drei-Eichen-Hütte (465,2 m) und östlich von Heidelberg-Boxberg
- Hochfirst (445,4 m), südlich der Weidhaushütte (etwa 439 m) und östlich von Heidelberg-Emmertsgrund
- Ameisenbuckel (296,4 m), mit Ehrenfriedhof Heidelberg (1933–1935 angelegt), westlich

## Heidelberger Schloss
Auf dem unteren Teil der Nordwestflanke des Königstuhls steht das Heidelberger Schloss, eine der berühmtesten Ruinen Deutschlands und das Wahrzeichen der Stadt Heidelberg. Bis zu seiner Zerstörung im Pfälzischen Erbfolgekrieg war es die Residenz der Kurfürsten der Kurpfalz. Seit den Zerstörungen durch die Soldaten Ludwigs XIV. zwischen 1689 und 1693 wurde das aus Neckartäler Sandstein erbaute Schloss nur teilweise restauriert. Es erhebt sich etwa 80 m über dem Neckar und dominiert das Bild oberhalb der Altstadt. Zum Anwesen gehört der Schlossgarten Hortus Palatinus.

## Heidelberger Bergbahn

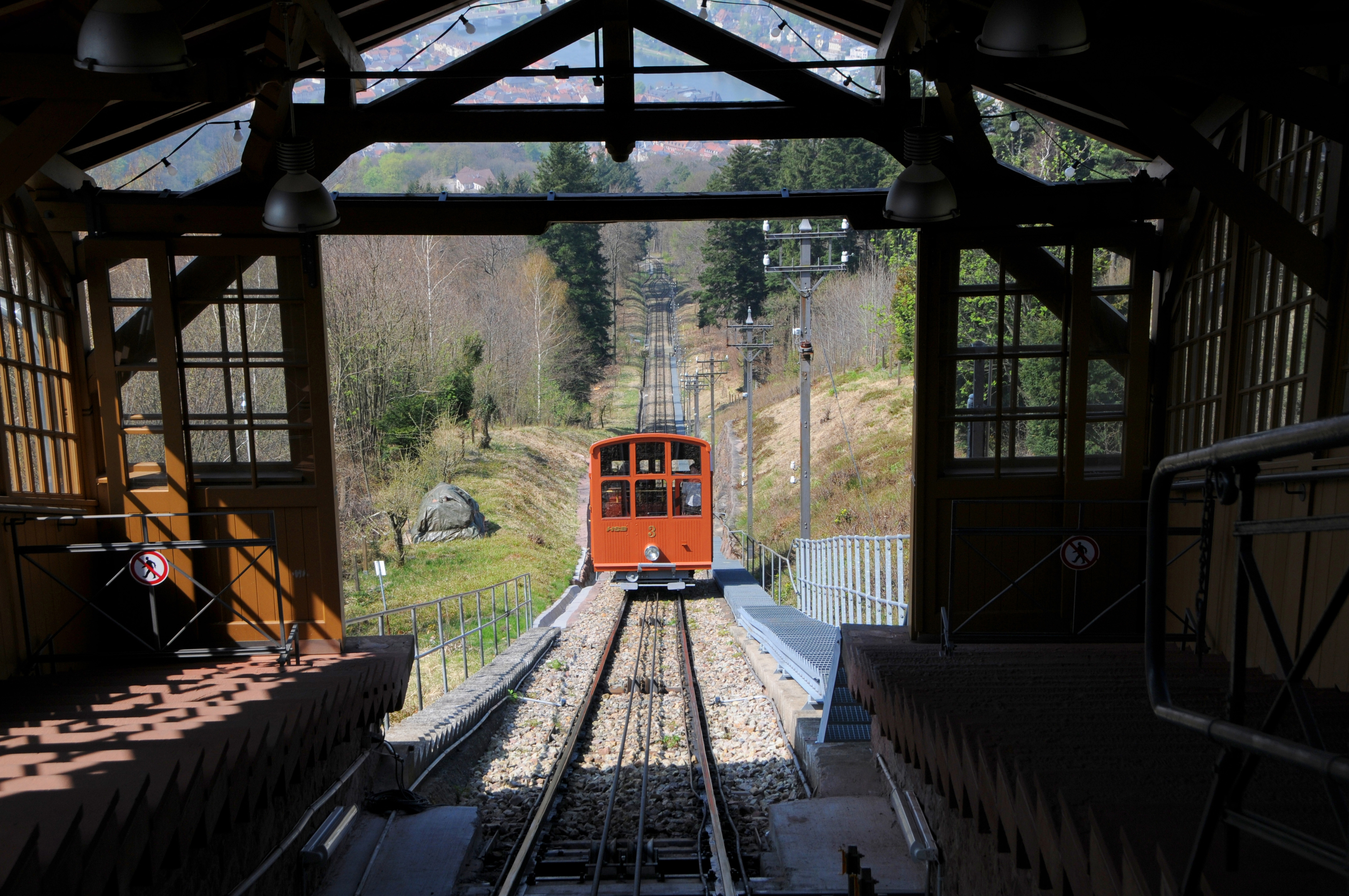
Heidelberger Bergbahn, Station am Königstuhl

An der Nordwestflanke des Königstuhls verkehrt die Heidelberger Bergbahn, eine historische Standseilbahn. Ihre Wagen fuhren ab 1890 im unteren Streckenteil (Molkenkurbahn), zunächst nur von der Talstation Kornmarkt (113,2 m; Altstadtplatz) durch die Station Heidelberger Schloss (192 m) bis zur Station Molkenkur (289,3 m). Von dortiger Zwischenstation (Umstieg) fahren die Wagen des 1907 eröffneten oberen Streckenteils (Königstuhlbahn) zur Bergstation Königstuhl (549,8 m). Die 1491 m lange Bahnstrecke überwindet dabei einen Höhenunterschied von 436 m.

## Himmelsleiter
Mehr als 1200 Stufen umfasst die sogenannte Himmelsleiter, eine vom Heidelberger Schloss direkt zur Gipfelregion des Königstuhls führende unregelmäßige Treppe aus grob behauenen ungleichen Sandsteinen. Sie beginnt an der ersten Kehre des Molkenkurwegs, steigt nach Süden an und überwindet 270 Höhenmeter. Einschließlich der Stufen vom Kornmarkt zum Heidelberger Schloss liegen zwischen der Basis und dem Gipfel etwa 1.600 Stufen. Erbaut wurde die Treppe 1844/1845 unter dem damaligen Forstamtsleiter Adam Laumann. 1986 sowie 1995 wurde das Bauwerk durch die Stadt Heidelberg saniert.

## Verkehr und Wandern
Am und auf dem Königstuhlmassiv verlaufen mehrere Straßen, darunter die über die Hochlagen des Berges führende Kreisstraße 9710, die Heidelberg im Westen mit Waldhilsbach im Südosten verbindet. Zum Beispiel beginnend an dieser kurvigen Straße, die südlich vom Berggipfel an der Plättleshöhe auf maximal 545,1 m Höhe führt und an der mehrere Parkplätze auch auf den Berghochlagen liegen, oder an der westlich des Bergmassivs durch Heidelberg verlaufenden Bergstraße kann es auf Waldwegen- und pfaden erwandert werden. Über den Königstuhl bzw. durch Teile seines Massivs verläuft der Europäische Fernwanderweg E1 und zudem treffen dort die Nordvariante (Donnersberg–Lautertaler Felsenmeer–Königstuhl) und die Südvariante (Donnersberg–Eschkopf–Königstuhl) des Europäischen Fernwanderwegs E8 aufeinander. Durch seine Nordwestflanke führt der 2487 m lange Königstuhltunnel der anschließend nördlich das Massiv im Tal des Neckar passierenden Neckartalbahn.

## Schutzhütten

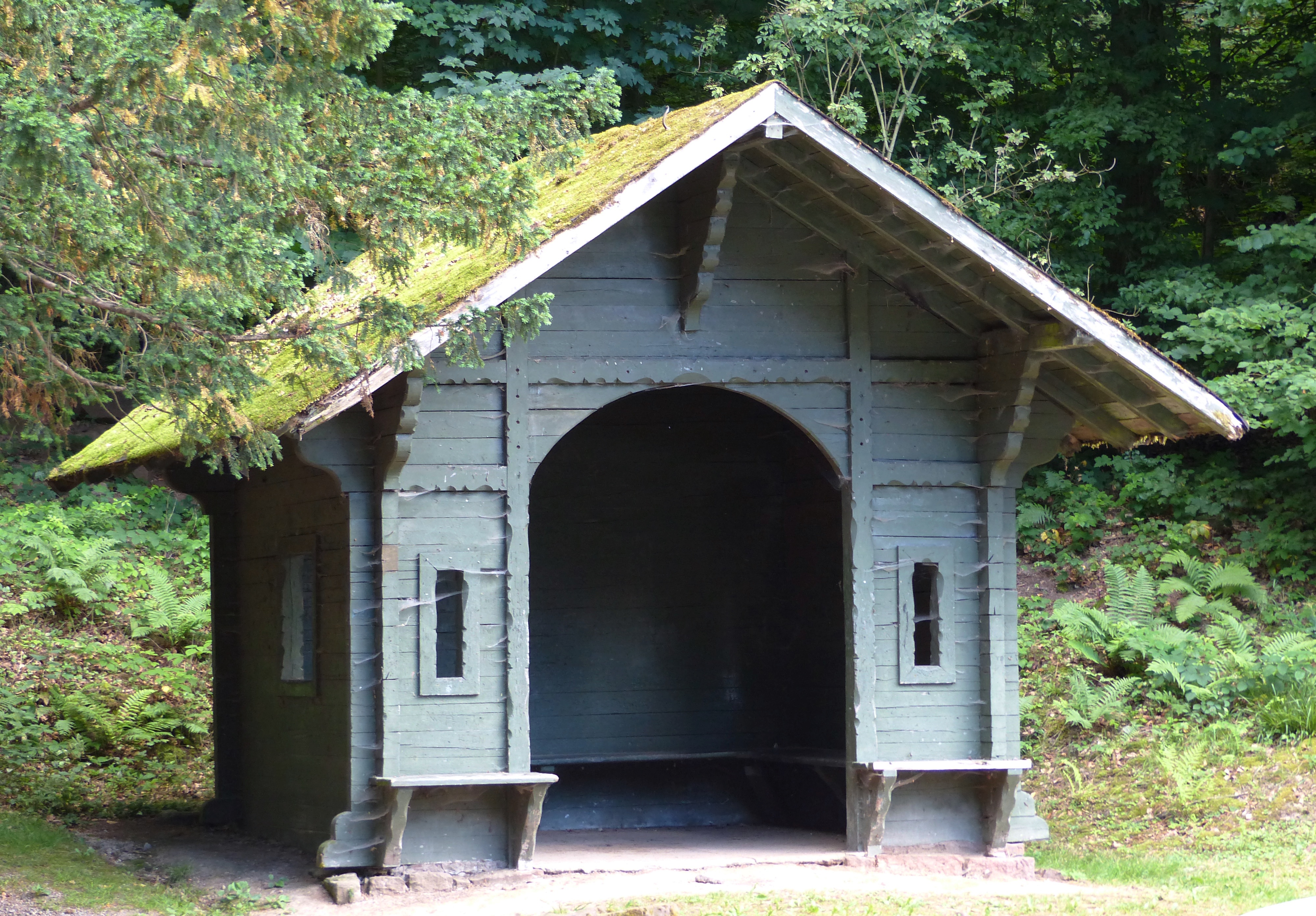
Drei Tröge Hütte am Steigerweg auf 215 m

Zu den zumeist an Wald- und Wanderwegen stehenden Schutzhütten und weiteren Bauwerken des Königstuhlmassivs gehören (alphabetisch sortiert); Höhenangaben in Meter (m) über Normalhöhennull (NHN) beziehen sich zum Beispiel auf solche der bei den Objekten liegenden Wegkreuzungen oder -stellen:
Auerhahnenhütte (521,7 m), Aukopfhäuschen (313 m), Drei-Eichen-Hütte (465,2 m), Drei-Tröge-Hütte (215,6 m), Felsenmeerhütte (etwa 410 m), Gemsenberghütte (234,8 m), Gemsensteinhütte (etwa 370 m), Gumpentalhütte (etwa 260 m), Hohler-Kästenbaum-Hütten (442,2 m), Hutzelwaldhütte (etwa 270 m), Kaltteichhütte (524 m), Kraussteinhütte (426,7 m), Leopoldsteinhütte (526,3 m), Linsenteicheckhütte (308,3 m), Michelshütte (331,1 m), Rindenhäusle (etwa 330 m), Rondelhütte (etwa 250 m), Schlosshanghütte (etwa 460 m), Schneiderscherehütte (etwa 492 m), Sprunghöhehütte (348,4 m), Stephanshütte (etwa 380 m), Vulpiushütte (Plättleshöhe; 545,1 m), Waldparkhütte (295 m) und Weidhaushütte (etwa 439 m).

## Schloss Schwetzingen
Fast genau auf der 50 km langen Sichtlinie vom Königstuhlgipfel im Ostnordosten zum jenseits der Oberrheinischen Tiefebene im Pfälzerwaldteil Haardt gelegenen Kalmitgipfel (672,6 m) im Westsüdwesten, steht 11,8 km (jeweils Luftlinie) vom Königstuhlgipfel entfernt, in der Tiefebene das im 17. Jahrhundert erbaute Schloss Schwetzingen. Die Zentralachse von Schloss und Schlossgarten ist nur etwa 200 m gegen die Sichtlinie parallel nach Norden versetzt, auf einen Zug von Straßen, Fahr- und Feldwegen ausgerichtet, der am Stadtrand Heidelbergs beginnt und in Schwetzingen unter anderem über die Kurfürstenstraße und den Schlossplatz zum Schlosseingang führt. Jenseits des Gartens verläuft sie – mit seitlich der Sichtlinie befindlicher Brücke über die Schnellfahrstrecke Mannheim–Stuttgart und in der Sichtlinie liegender Unterführung der Bundesautobahn 6 – noch fast bis zum Altrheinarm bei Ketsch weiter.

## Galerie
Aussichten auf den Königstuhl:

Blick vom Katzenbuckel zum Königstuhl
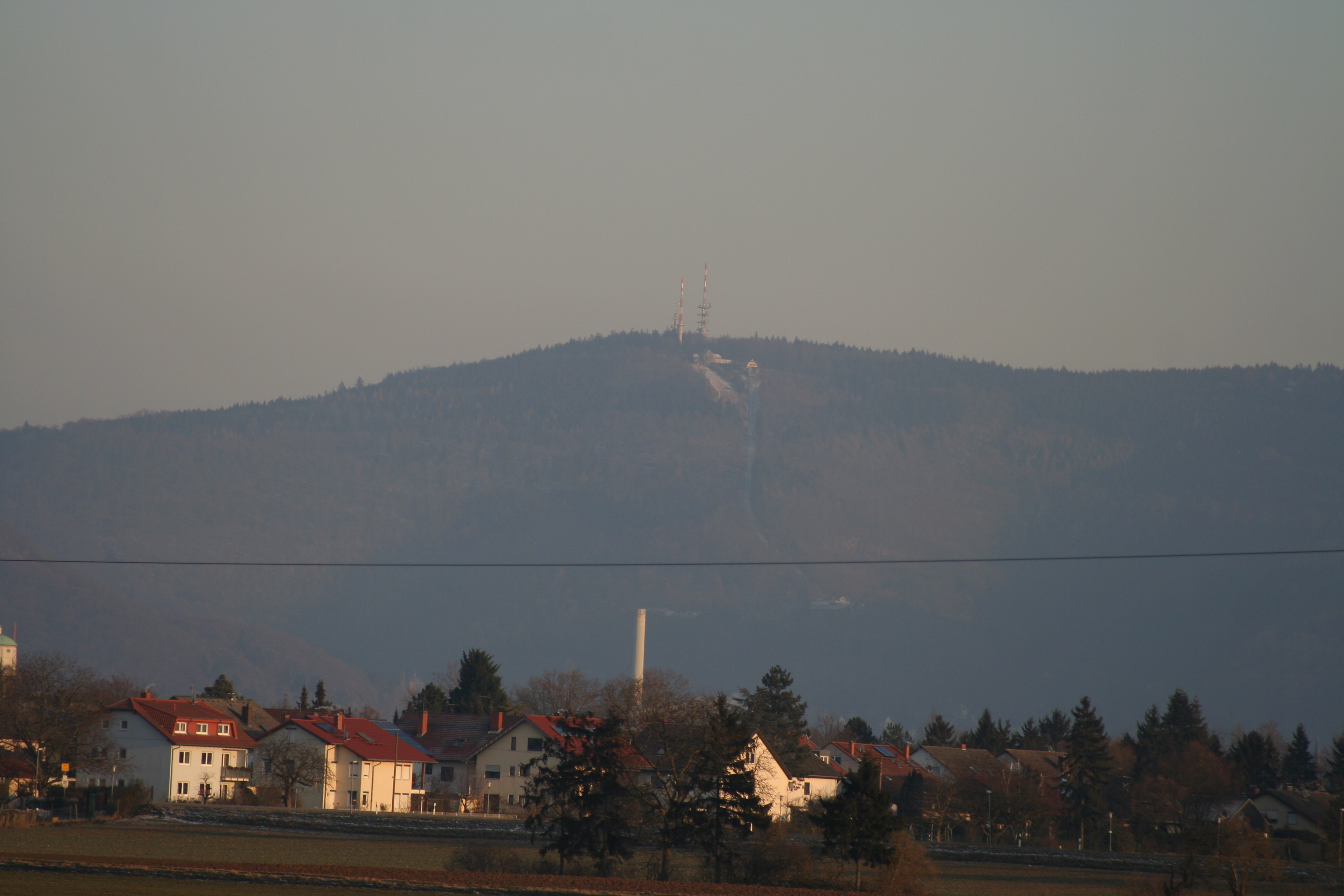
Blick von Neu-Edingen zum Königstuhl
Blick von der Theodor-Heuss-Brücke ostwärts zum Ausfluss des Neckars aus dem Odenwald-Neckartal in die Oberrheinische Tiefebene mit der dortigen Alten Brücke in Heidelberg; links Heidelberg-Neuenheim mit der Neckarwiese und dem bewaldeten Heiligenberg-Vorgipfel Michelsberg, rechts hinter Bäumen die Heidelberger Altstadt und das bewaldete Königstuhlmassiv

Aussichten vom Königstuhl:

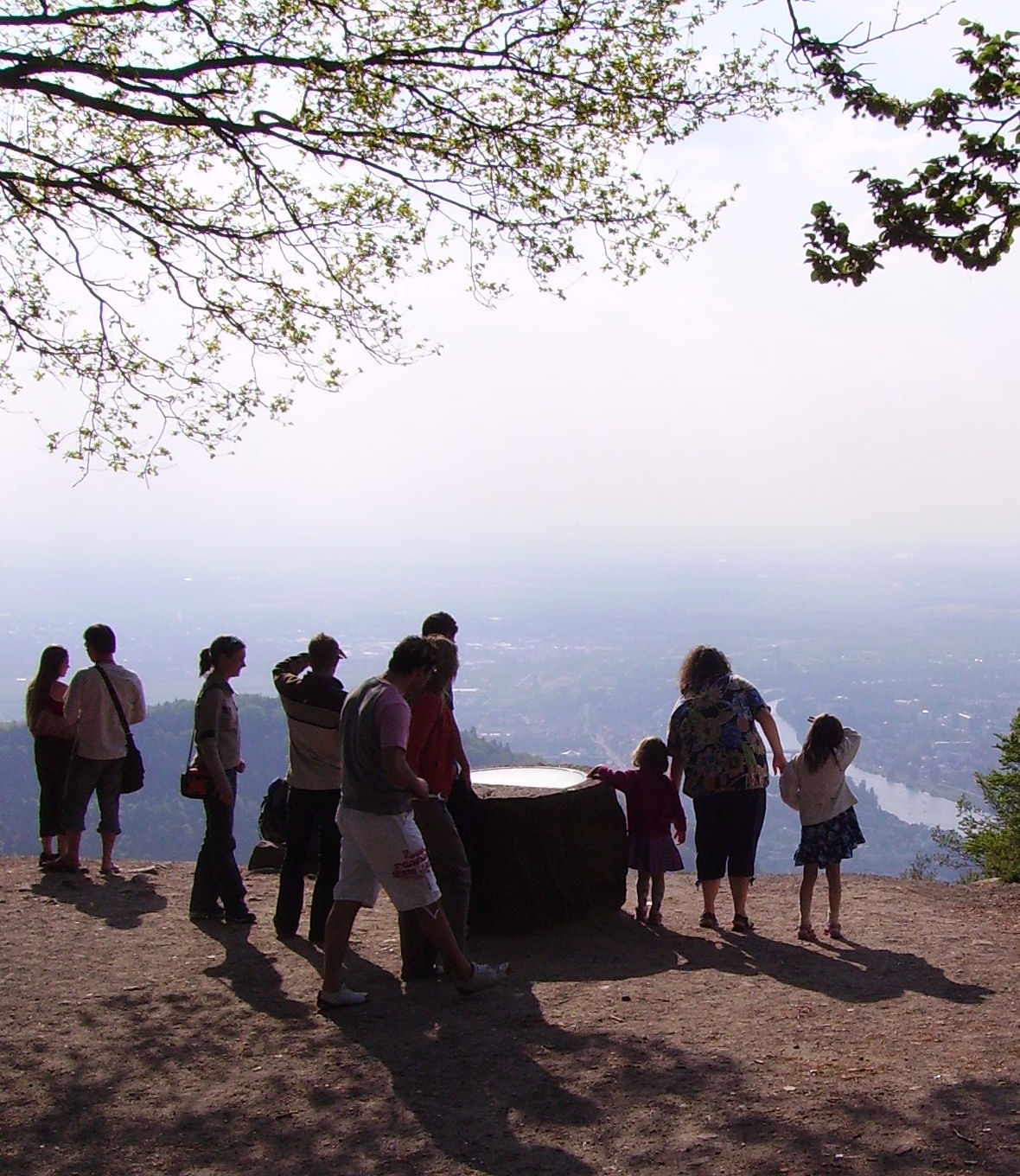
Blick vom Königstuhl nach Heidelberg
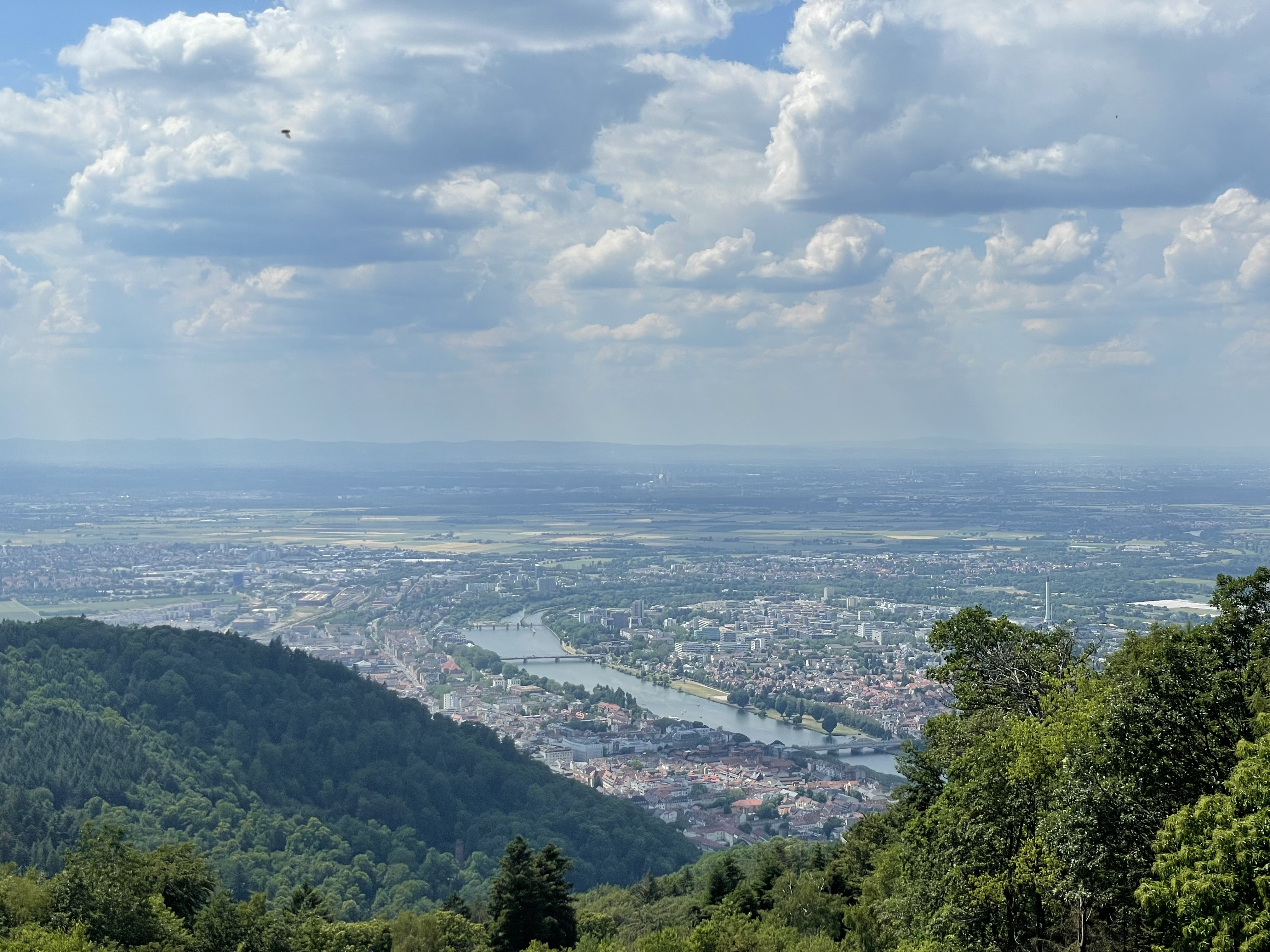
Blick vom Königstuhl in die Neckar- und Rheinebene
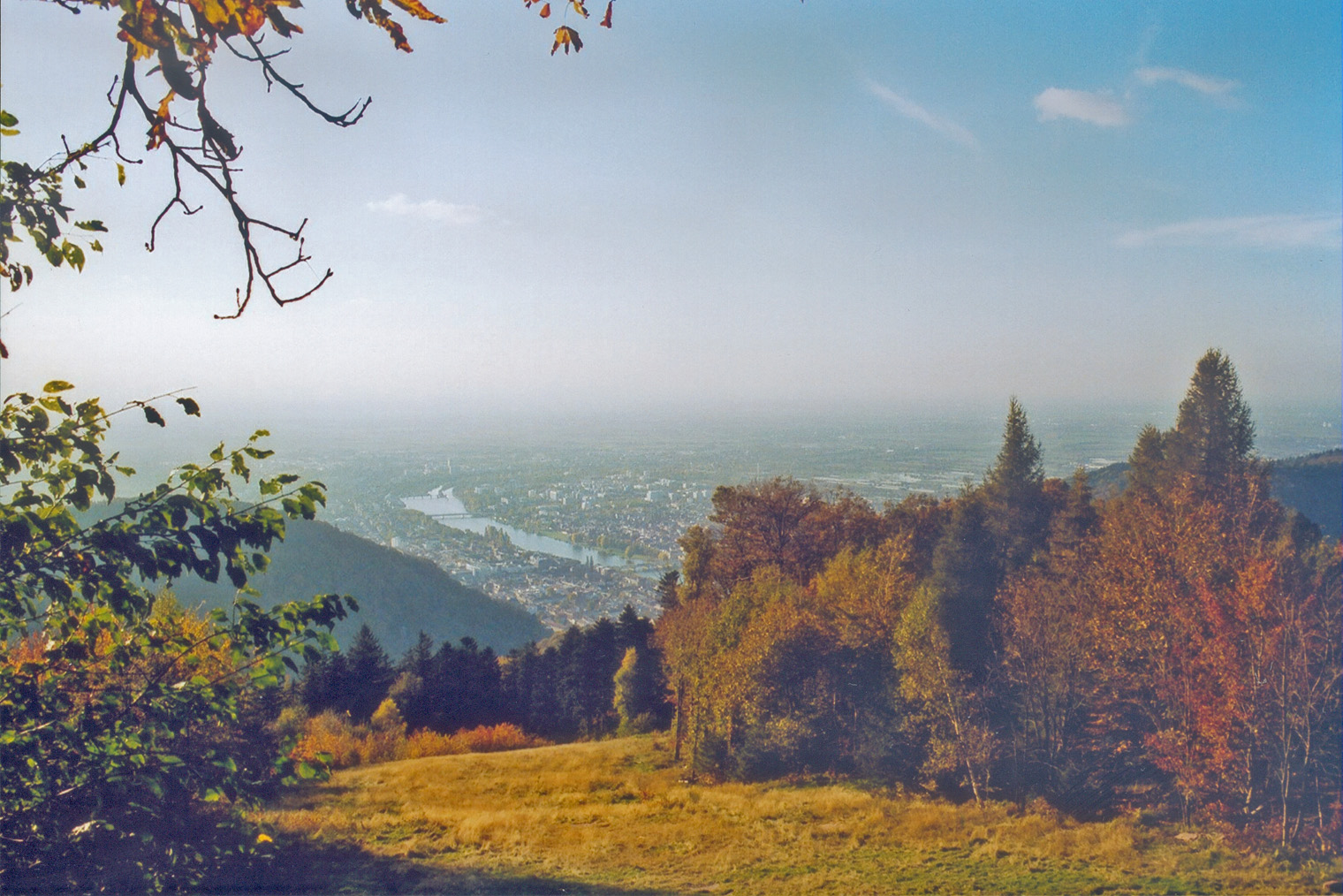
Königstuhl im Herbst mit Blick auf die Fliegwiese und den Neckar
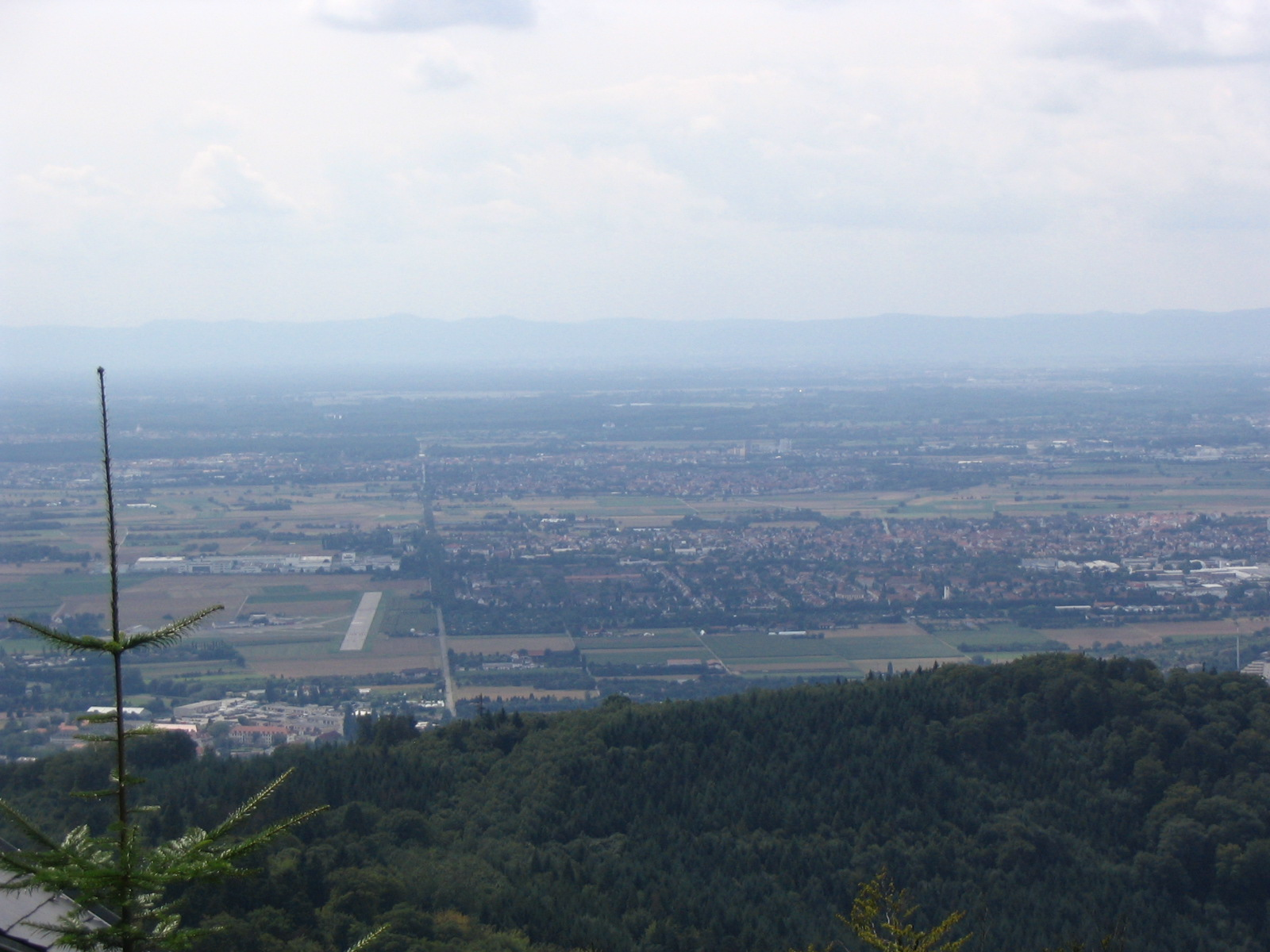
Blick vom Königstuhl entlang der Sichtlinie zum Schloss Schwetzingen über die Oberrheinische Tiefebene
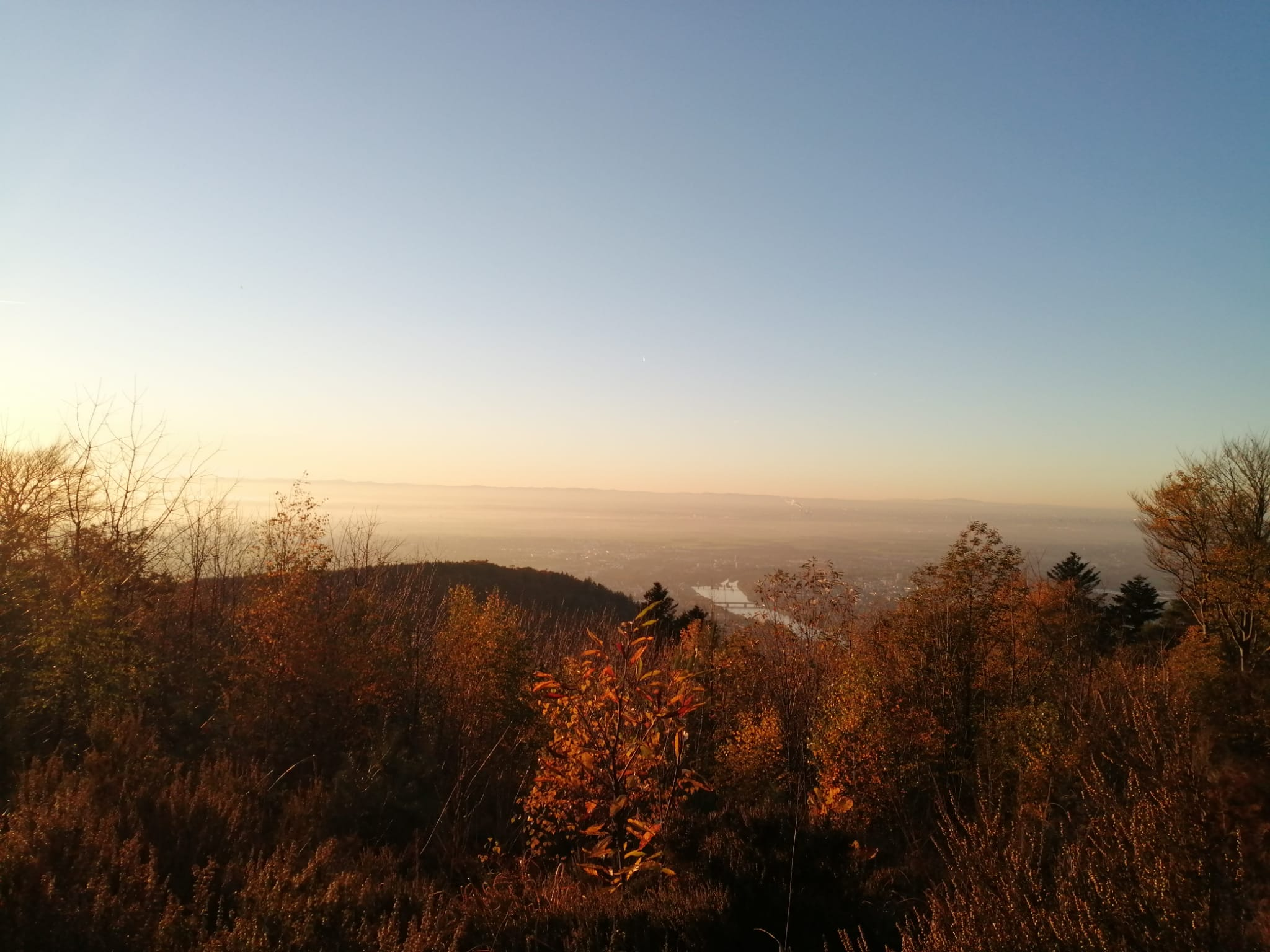
Herbstlicher Blick nach Westen